# 사랑릴레이 함께하는 세상
《사랑릴레이 함께하는 세상》은 ITV 경인방송에서 방송되었던 교양 정보 프로그램이다.